# 1958-as labdarúgó-világbajnokság (döntő)
Az 1958-as labdarúgó-világbajnokság döntőjét 1958. június 29-én rendezték a solnai Råsunda Stadion-ban. Ez volt a labdarúgó-világbajnokságok történetének hatodik fináléja. A döntőben Brazília és a házigazda Svédország találkozott.
A világbajnoki címet Brazília hódította el, miután 5–2-re megnyerte a mérkőzést. Az 1958-as döntő mindmáig minden idők legtöbb gólt hozó fináléja, valamint a mai napig ez az egyetlen döntő, amikor Európában nem európai csapat nyert.

## Út a döntőig

### Eredmények
| Csapat      | M | Gy | D | V | G+ | G– | Gk | P |
| ----------- | - | -- | - | - | -- | -- | -- | - |
| Brazília    | 3 | 2  | 0 | 1 | 5  | 0  | +5 | 5 |
| Szovjetunió | 3 | 1  | 1 | 1 | 4  | 4  | 0  | 3 |
| Anglia      | 3 | 0  | 3 | 0 | 4  | 4  | 0  | 3 |
| Ausztria    | 3 | 0  | 1 | 2 | 2  | 7  | –5 | 1 |

| Csapat       | M | Gy | D | V | G+ | G– | Gk | P |
| ------------ | - | -- | - | - | -- | -- | -- | - |
| Svédország   | 3 | 2  | 1 | 0 | 5  | 1  | +4 | 5 |
| Wales        | 3 | 0  | 3 | 0 | 2  | 2  | 0  | 3 |
| Magyarország | 3 | 1  | 1 | 1 | 6  | 3  | +3 | 3 |
| Mexikó       | 3 | 0  | 1 | 2 | 1  | 8  | –7 | 1 |

## A döntő részletei
| 1958. június 29. 15:00 CEST |

| Brazília                             | 5–2               | Svédország                |
| ------------------------------------ | ----------------- | ------------------------- |
| Vavá 9' 32' Pelé 55' 90' Zagallo 68' | (2–1) Jegyzőkönyv | Liedholm 4' Simonsson 80' |

| Råsunda Stadion, Solna Nézőszám: 51 800 Játékvezető: Maurice Guigue (francia) |

| Brazília | Svédország |

| BRAZÍLIA:            |    |                   |
|                      |    |                   |
| GK                   | 3  | Gilmar            |
| DF                   | 2  | Hideraldo Bellini |
| DF                   | 4  | Djalma Santos     |
| DF                   | 12 | Nílton Santos     |
| DF                   | 15 | Orlando           |
| MF                   | 6  | Didi              |
| MF                   | 7  | Mário Zagallo     |
| MF                   | 11 | Garrincha         |
| MF                   | 19 | Zito              |
| FW                   | 10 | Pelé              |
| FW                   | 20 | Vavá              |
| Szövetségi kapitány: |    |                   |
| Vicente Feola        |    |                   |

| SVÉDORSZÁG:          |    |                  |
|                      |    |                  |
| GK                   | 1  | Kalle Svensson   |
| DF                   | 2  | Orvar Bergmark   |
| DF                   | 3  | Sven Axbom       |
| MF                   | 4  | Nils Liedholm    |
| MF                   | 6  | Sigvard Parling  |
| MF                   | 14 | Bengt Gustavsson |
| MF                   | 15 | Reino Börjesson  |
| FW                   | 7  | Kurt Hamrin      |
| FW                   | 8  | Gunnar Gren      |
| FW                   | 9  | Agne Simonsson   |
| FW                   | 11 | Lennart Skoglund |
| Szövetségi kapitány: |    |                  |
| George Raynor        |    |                  |

| Partjelzők: Albert Dusch Juan Gardeazabal |

| Az 1958-as labdarúgó-világbajnokság győztese |
| -------------------------------------------- |
| BRAZÍLIA 1. cím                              |